# Acrossus siculus
Acrossus siculus är en skalbaggsart som beskrevs av Edgar von Harold 1862. Acrossus siculus ingår i släktet Acrossus och familjen Aphodiidae. Utöver nominatformen finns också underarten A. s. buturensis.